# سيمون فيرنانديز
سيمون فيرنانديز (بالبرتغالية: Simão Fernandes‏) هو مستكشف برتغالي، ولد في 1538 في الأزور في البرتغال، وتوفي في 1590.